# Bridget Jones' Baby
Bridget Jones' Baby er romantisk komediefilm instrueret af Sharon Maguire og skrevet af Helen Fielding, David Nicholls, og Emma Thompson, baseret på de fiktive klummer af Fielding. Det er den tredje film i franchisen og efterfølger til filmen  Bridget Jones - På randen af fornuft fra 2004.

## Medvirkende
- Renée Zellweger som Bridget Jones
- Patrick Dempsey som Jack Qwant
- Colin Firth som Mark Darcy
- Celia Imrie som Una Alconbury
- Jim Broadbent som Bridgets far
- Gemma Jones som Bridgets mor
- James Callis som Tom
- Sally Phillips som Shazza
- Ed Sheeran